# 1/3 des yeux
Pour plus de détails, voir Fiche technique et Distribution.
1/3 des yeux est un  documentaire français réalisé par Olivier Zabat et sorti en 2005.

## Synopsis
Communiquer malgré l'incompréhension, caresser la violence et se faire mordre parfois, tenter de contrôler la mort et survivre face à la perte irrémédiable, 1/3 des yeux est un documentaire poétique sur les forces contradictoires en présence dans notre société et en tout être humain. Les différents chapitres s'articulent selon une forme d'essai cinématographique.

## Fiche technique
- Titre : 1/3 des yeux
- Réalisation : Olivier Zabat
- Photographie, son, montage et production : Olivier Zabat, assisté d'Emmanuelle Manck
- Pays d’origine :  France
- Durée : 70 minutes
- Date de sortie : France - 9 novembre 2005

## Distinctions
- FIDMarseille 2004 : grand prix de la compétition française[1]